# Phare de Straitsmouth Island
Le phare de Straitsmouth Island (en anglais : Straitsmouth Island Light) est un phare actif situé sur Straitsmouth Island (ceb) à Rockport dans le comté d'Essex (État du Massachusetts).
Il est inscrit au Registre national des lieux historiques depuis le 15 juin 1987.

## Histoire
L'île de Straitsmouth appartenait depuis de nombreuses années à l'architecte naval William Francis Gibbs et à son épouse, Vera Cravath Gibbs, personnalité sociale de New York et partisane de l'opéra. L'île a été laissée à la Massachusetts Audubon Society après le décès des Gibbs dans les années 1960. Pendant de nombreuses années, la Société s’est opposée à l’accès du public et a permis aux bâtiments de se détériorer. Par le National Historic Lighthouse Preservation Act (en), la ville de Rockport est devenue propriétaire de l'île et la Thacher Island Association en assure la gestion et la préservation
La tour originale a été construite en 1835 et remplacée par une deuxième tour en 1896. Elle a été automatisée en 1967.

## Description
Le phare  est une tour cylindrique en brique, avec une galerie et une lanterne de 11 m de haut, reliée à un local technique. La tour est peinte en blanc et la lanterne est noire. Il émet, à une hauteur focale de 14 m, un éclat vert par période de 6 secondes. Sa portée est de 6 milles nautiques (environ 11 km).
Il est aussi équipé d'une corne de brume radiocommandée émettant un blast par période de 15 secondes.

## Caractéristiques dufeu maritime
Fréquence : 6 secondes (G)
- Lumière : 0,6 seconde
- Obscurité : 5,4 secondes

Identifiant : ARLHS : USA-815 ; USCG : 1-0290 - Amirauté : J0274 .

### Lien connexe
- Liste des phares du Massachusetts